# Râul Hugiu
Râul Hugiu este un curs de apă, afluent al râului Nechitu. 